# Липци
Липци (на сръбски: Липци) е село в Черна гора, разположено в община Котор. Населението му според преброяването през 2011 г. е 24 души.

## Население
Численост на населението според преброяванията през годините:
- 1948 – 36 души
- 1953 – 34 души
- 1961 – 34 души
- 1971 – 33 души
- 1981 – 36 души
- 1991 – 34 души
- 2003 – 36 души
- 2011 – 24 души